# Antonio Bagioli
Giuseppe Antonio Bagioli  (1795–1871) fue un exitoso compositor, profesor de música y director de orquesta italiano. Fue director musical en 1832 de la compañía de ópera italiana del tenor francés Giacomo Montresor, con la que viajó a Nueva York, siendo de las primeras compañías de ópera que actuó en la ciudad. Bagioli se instaló en Estados Unidos, donde desarrolló una intensa actividad como compositor e inició una reputada carrera como profesor de canto.
Su hija Teresa Bagioli Sickles se casó con Dan Sickles, un político de neoyorquino que le doblaba la edad y que posteriormente fue elegido para el Congreso. Fueron figuras centrales en un notorio juicio por asesinato después de que Sickles matara al amante de Teresa en 1859 en una calle de Washington D. C.
A veces se confundía al compositor con Antonio Bagioli (1783-1855) (hijo de Luigi), un primo.

## Biografía
Giuseppe Antonio Bagioli nació en Bolonia el 17 de noviembre de 1795. Era hijo de Mauro Bagioli y de Teresa Puglioli, la familia de su madre era de Bolonia y la familia de su padre era de la cercana localidad de Cesena, donde estaban establecidos desde hacía generaciones. Estudió en Bolonia con el Padre Mattei y posteriormente ingresó en el conservatorio de Nápoles, donde estudió durante varios años con Zingarelli.  Compuso algunos melodramas que se representaron a Cesena (1815), Nápoles (1824) y Bolonia (1826), lo que le dio cierta fama en su tierra natal, Italia.
En 1832 Bagioli fue nombrado director musical de la compañía de ópera italiana del tenor francés Giacomo Montresor. Fue una de las primeras compañías de ópera en visitar los Estados Unidos. Allí, Bagioli visitó a Lorenzo Da Ponte, el célebre profesor de música. Había trabajado como libretista de Mozart en obras como Las bodas de Fígaro y ocupó la cátedra de Literatura Italiana en el Columbia College (más tarde Universidad de Columbia). El hijo de Da Ponte, también llamado Lorenzo, a veces llamado Lorenzo el Joven, era profesor en la Universidad de Nueva York. Allí, Bagioli conoció a María Cooke (1819–1894), la hija adoptiva de Lorenzo Da Ponte con la que contrajo matrimonio alrededor de 1834. María era de Croton Falls, en el condado de Westchester (Nueva York).
Tras finalizar una temporada en Nueva York con muy buena crítica pero con escaso éxito financiero, la compañía de ópera viajó a La Habana, pero Bagioli se quedó en la ciudad de Nueva York. Allí compuso la partitura del "Himno a América" de Da Ponte con la que más tarde abriría y cerraría siempre los conciertos. Instalado en casa de Da Ponte, comenzó a establecerse como instructor de canto. Su hija, Teresa, nació en 1836.
Durante el resto de la década de 1830, la popularidad y la influencia de Bagioli como director y compositor, así como como profesor de canto, fueron en aumento. Sus estudiantes estadounidenses se convirtieron en artistas conocidos, y algunos le atribuyen a Bagioli la difusión de la popularidad de la canción y la ópera italianas en todo Estados Unidos. También continuó trabajando como director de orquesta.

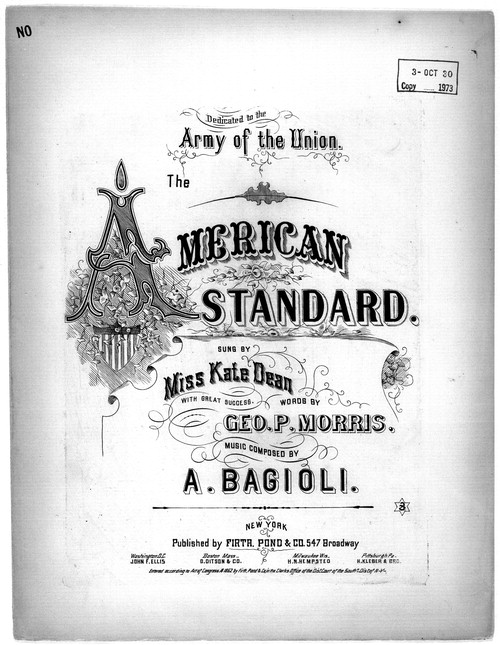
American Standard, obra compuesta por Bagioli, (George Morris, libretista) publicada en 1864

Bagioli murió en la ciudad de Nueva York el 11 de febrero de 1871. Sólo una de sus primeras obras ha sobrevivido íntegramente en su tierra natal hoy, conservada en la Biblioteca Malatestiana di Cesena. Esto se atribuye a que su carrera posterior estuvo lejos de Cesena. Sus obras americanas, aunque numerosas, eran desconocidas en su país de origen.

## Obras
Bagioli produjo numerosas composiciones musicales, incluida una colección de estudios/canciones para la instrucción "Una hora de estudio diario para adquirir una pronunciación correcta de las vocales, que es el único método para convertirse en un vocalista perfecto". 
Algunos relatos contemporáneos atribuyeron una influencia considerable a Bagioli. George Templeton Strong informó que algunos equiparaban la "importancia local de Bagioli como profesor de canto con la del Conservatorio de París en Europa". Sin embargo, algunos de sus alumnos, aunque eran temas de considerable interés, no tuvieron más éxito.